# Ungheresi in Slovacchia
     50–100%
     50–100%
     10–50%
     0–10%

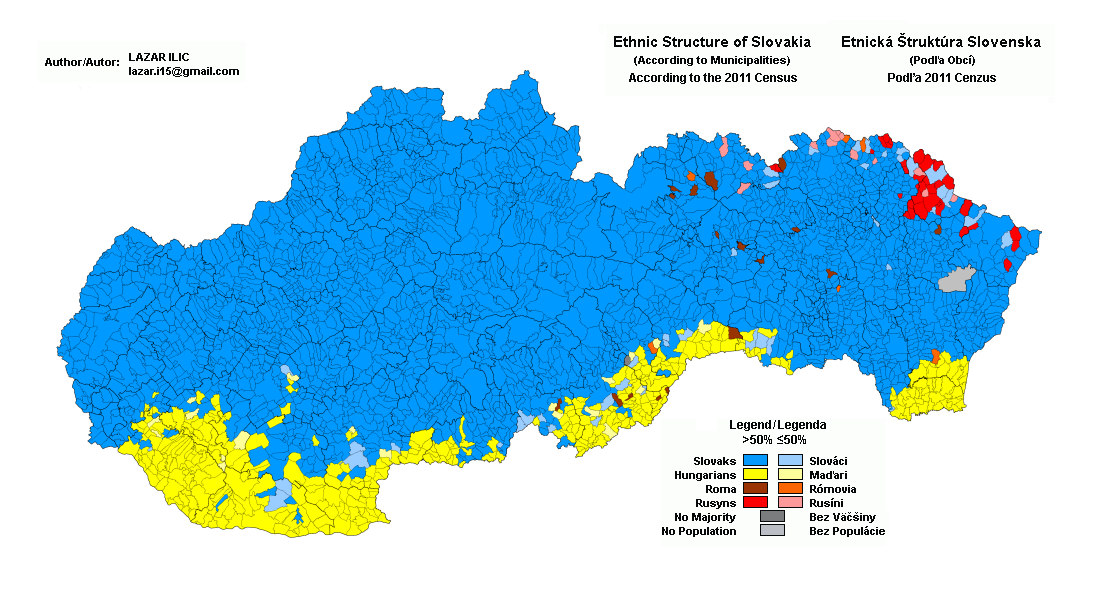
Ungheresi in Slovacchia (censimento del 2011)
50–100%

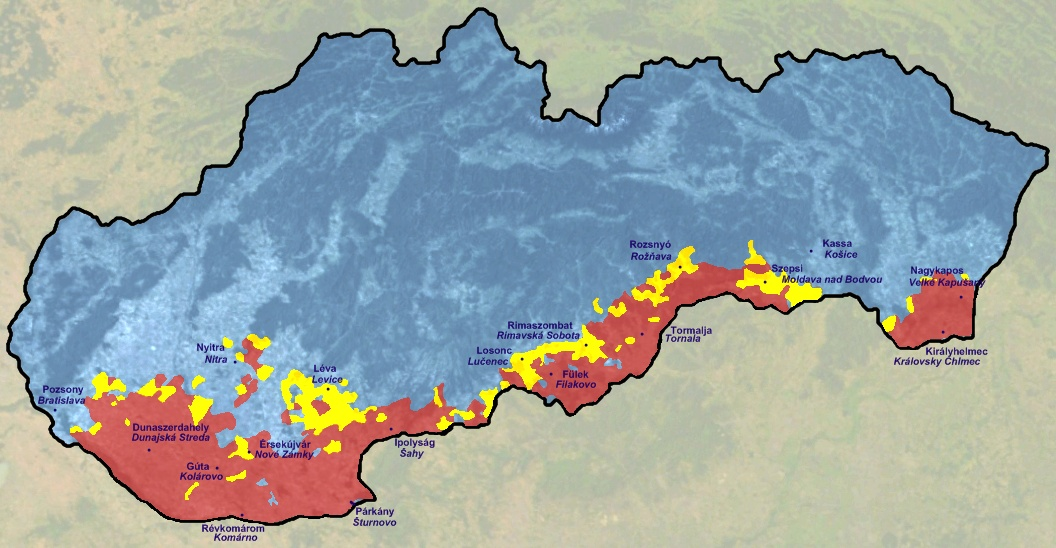
Ungheresi in Slovacchia (censimento 2001)
50–100%
10–50%
0–10%

Gli ungheresi in Slovacchia sono la seconda più grande minoranza etnica del paese (dopo i popoli romaní). Secondo il censimento slovacco del 2011, 458 467 persone dichiararono di essere ungheresi (l'8.5% della popolazione), mentre 508 714 (il 9,4% della popolazione) dichiarano che l'ungherese è la loro lingua madre.
Gli ungheresi in Slovacchia sono maggiormente concentrati nella parte meridionale del paese vicino al confine con l'Ungheria. In media a livello distrettuale, si trovano in maggioranza in due distretti: Komárno e Dunajská Streda.

## Storia

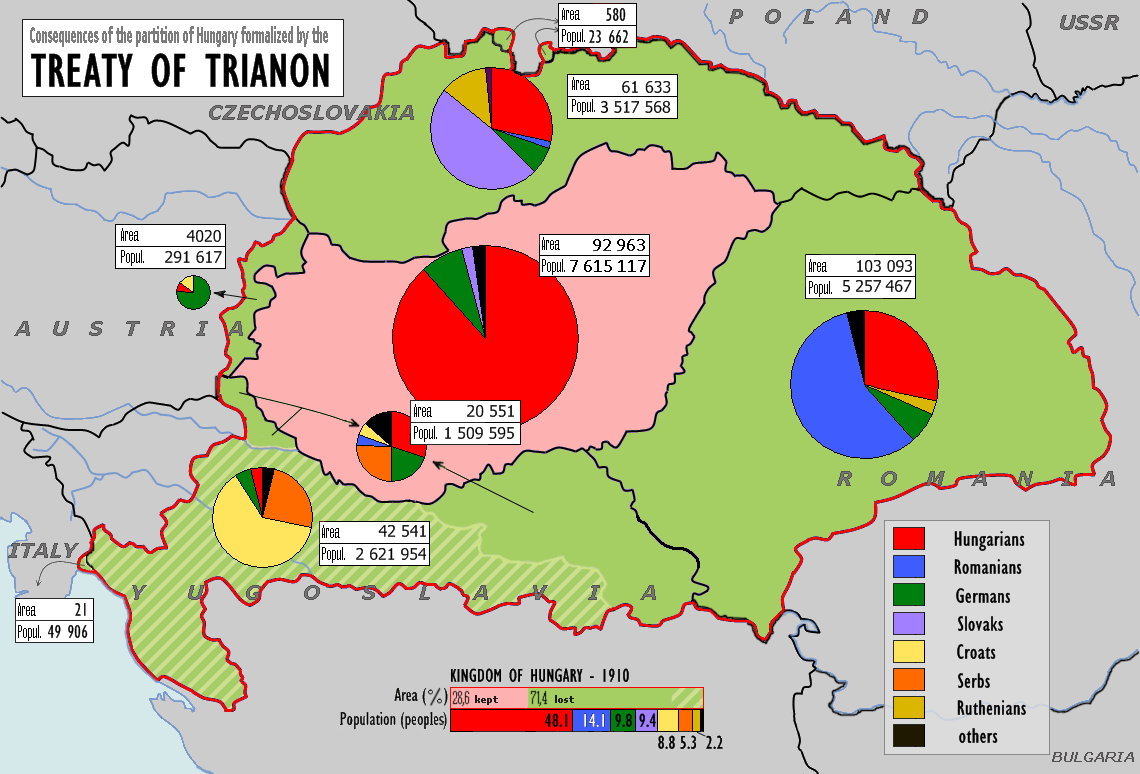
La mappa i cambiamenti di confine dopo il Trattato del Trianon. Come risultato, l'Ungheria perse oltre due terzi dei propri territori, circa due-terzi dei suoi abitanti di 3.3 milioni su 10 milioni di etnia ungherese.

### La prima Repubblica Cecoslovacca (1918–1938)

#### Origini della minoranza ungherese
Nel 1918 dopo la sconfitta degli Imperi centrali sul Fronte occidentale, fu siglato il Trattato del Trianon fra le Intese Centrali vincitrici e l'Ungheria, alla Conferenza di pace di Parigi del 1920. Il trattato ridusse notevolmente i confini del Regno d'Ungheria, inclusa la cessione di tutta l'Alta Ungheria, dove gli slovacchi erano l'etnia predominante, alla Cecoslovacchia. In considerazione degli interessi strategici ed economici dei loro nuovi alleati della Cecoslovacchia, tuttavia, gli alleati vittoriosi impostarono il confine cecoslovacco-ungherese più a sud rispetto al confine linguistico slovacco-ungherese. Conseguentemente, il nuovo stato creato conteneva aree dove era schiacciante l'etnia ungherese.

#### Cultura

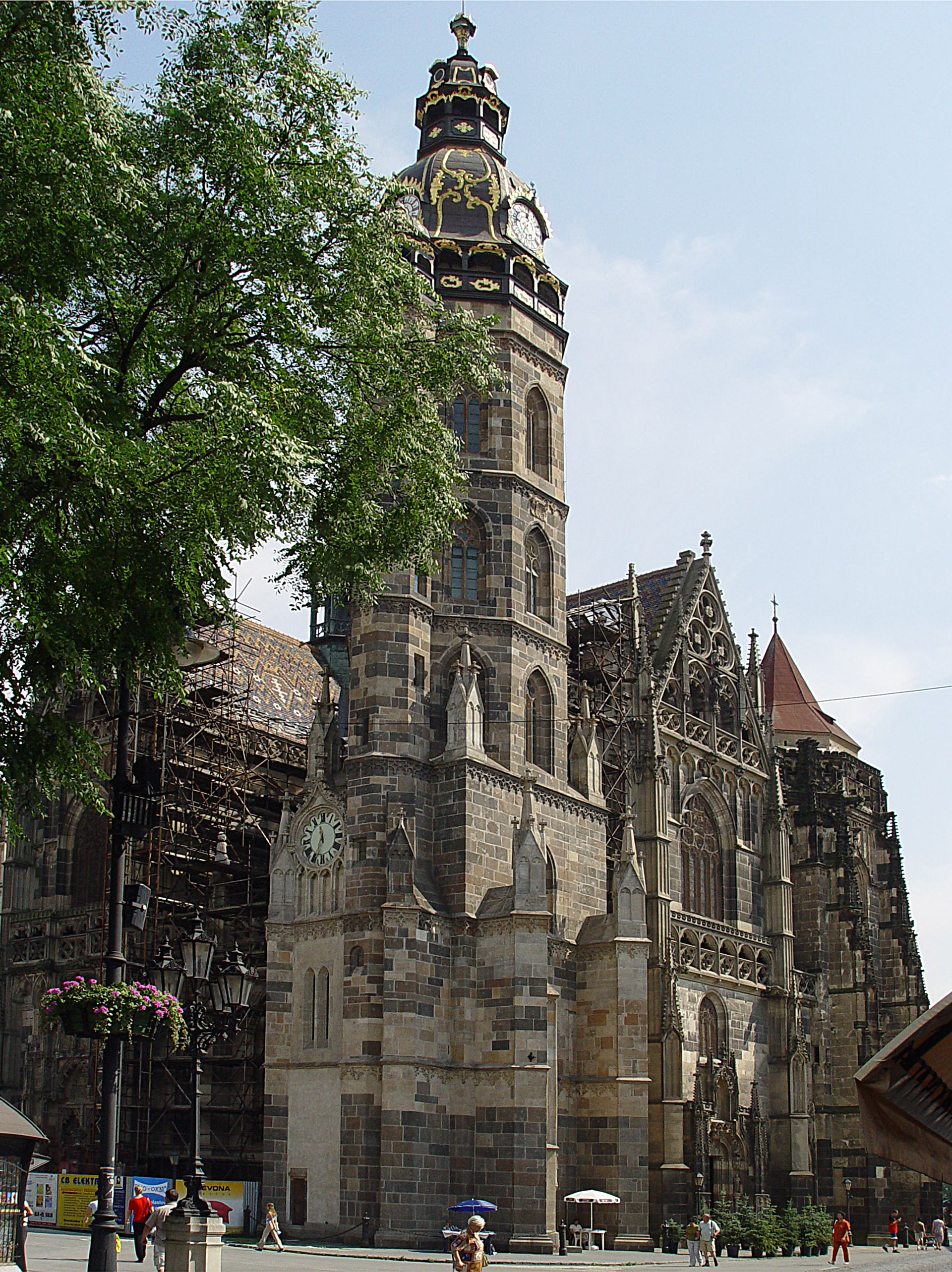
Cattedrale di Sant'Elisabetta a Košice (dedicata ad Elisabetta di Ungheria), dove è sepolto con la propria famiglia Francis II Rákóczi, eroe nazionale ungherese

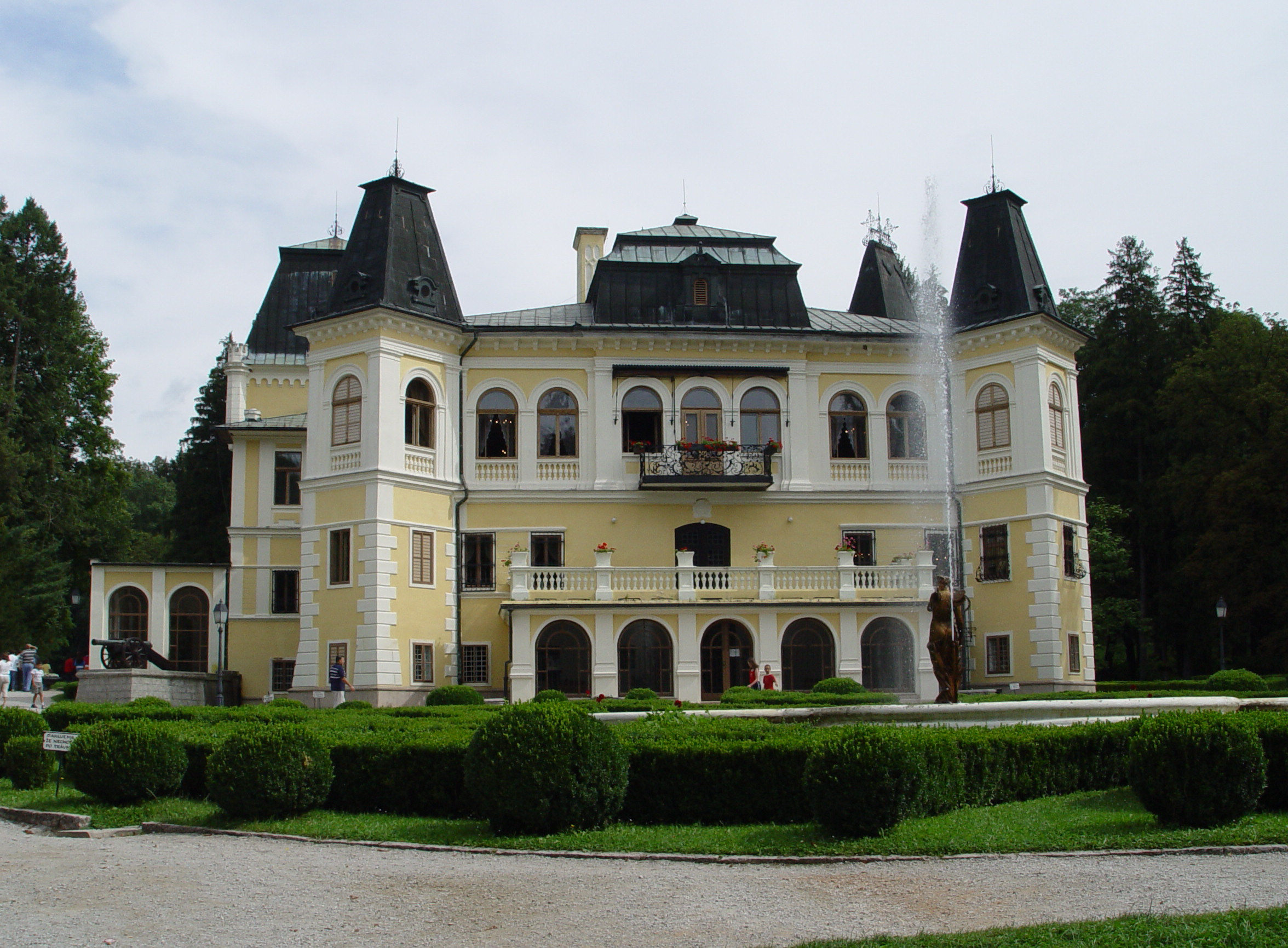
Betliar – castello Andrássy

La minoranza ungherese partecipò, fra le guerre, al boom della stampa in Cecoslovacchia. Prima della creazione della Cecoslovacchia, furono emessi 220 periodici nel territorio della Slovacchia, di cui 38 in lingua slovacca. Durante il periodo fra le due guerre, il numero di periodici Slovacchi e Cechi in Slovacchia aumentò ad oltre 1.050, mentre il numero dei periodici in lingue minoritarie (per lo più ungherese) incrementò a quasi 640 (solo una piccola parte di essi fu pubblicato durante il periodo fra le due guerre).
Lo stato cecoslovacco perseverò e supportò finanziariamente due compagnie teatrali in Slovacchia e in aggiunta una nella Russia dei Carpazi. La vita culturale ungherese fu mantenuta nelle associazioni culturali regionali come Jókai Society, Toldy Group o Kazinczy Group. Nel 1931, fu fondato l'Hungarian Scientific, Literal and Artistic Society in Czechoslovakia (Accademia Masaryk) grazie all'iniziativa e supporto finanziario del presidente cecoslovacco. La cultura e la letteratura furono ricoperte da giornali come Magyar Minerva, Magyar Irás, Új Szó o Magyar Figyelő. I libri ungheresi furono pubblicati da molte società letterarie ed editori ungheresi, ma non raggiunsero grandi quantità.